# Le Songe de Jacob
Le Songe de Jacob est un tableau peint en 1639 par José de Ribera. Il est conservé au musée du Prado à Madrid.

## Histoire
Le Songe de Jacob a probablement été peint sur commande de don Ramiro Núñez de Guzmán, le vice-roi du royaume de Naples. En 1658 le tableau était en possession de Jerónimo de la Torre et en 1694 il était en possession de Francisca de la Torre. Quelques années plus tard, en 1718, le tableau a été vendu à Madrid.
En 1746 le tableau appartenait à Elisabetta Farnese et il était au palais royal de la Granja de San Ildefonso. L'œuvre était à l'époque attribuée à Murillo. En 1794 le tableau se trouvait au Palais royal d'Aranjuez, où il était accroché dans la chambre du roi. En 1818 le tableau a été transféré à l'Académie royale des Beaux-Arts Saint-Ferdinand. Enfin, en 1827 le tableau a été transféré au musée du Prado.
Le livre de la Genèse raconte comment Jacob a fui son frère Ésaü à Harran. En chemin, il a passé la nuit sur le bord de la route avec une pierre sous la tête. Dans un rêve, il a vu une échelle (l'échelle de Jacob) qui atteignait le ciel et le long de laquelle des anges montaient et descendaient. Dans ce même rêve, Dieu lui promet, ainsi qu'à ses descendants, la terre de Canaan. L'échelle d'humilité que Benoît a introduite dans ses règles monastiques est une interprétation symbolique du rêve de Jacob.

## Description
Le tableau mesure 179 × 233 cm. On retrouve dans cette œuvre la sensibilité religieuse de Ribera, son culte vénitien de la couleur, la force sculpturale d'une figure qui se repose sans perdre la tension de ses mains et le tronc nu qui fixe puissamment l'une des diagonales de la composition.
Contrairement à de nombreuses autres peintures de cet épisode, Ribera se concentre principalement sur le Jacob endormi. Le patriarche gît sous un drap marron terne, la tête posée sur une pierre. Le paysage, lui aussi, a un aspect désolé. L'échelle et les anges ne se distinguent que difficilement dans le nuage doré au-dessus de la tête de Jacob.
Dans le rêve de Jacob, Ribera établit une distinction nette entre la réalité terrestre du patriarche endormi dans la moitié inférieure du tableau et la vision céleste au-dessus de lui. L'arbre à moitié tombé sur la gauche accentue encore la nature horizontale,. La représentation réaliste de Jacob par Ribera était bien conforme aux préceptes de la Contre-Réforme, qui insistait sur des peintures directes et faciles à comprendre pour le spectateur.
Au XVIIe siècle, il existe de nombreuses versions de l'épisode de l'échelle, mais Ribera semble insister sur l'humanité du patriarche. Sa version est très naturaliste dans sa représentation du protagoniste, mais introduit une touche de fantaisie dans la vision floue des anges qui montent et descendent. C'est peut-être en raison de ce détail et de la gamme de couleurs dorées que le tableau était autrefois attribué à Murillo.